# 金澤星稜大學

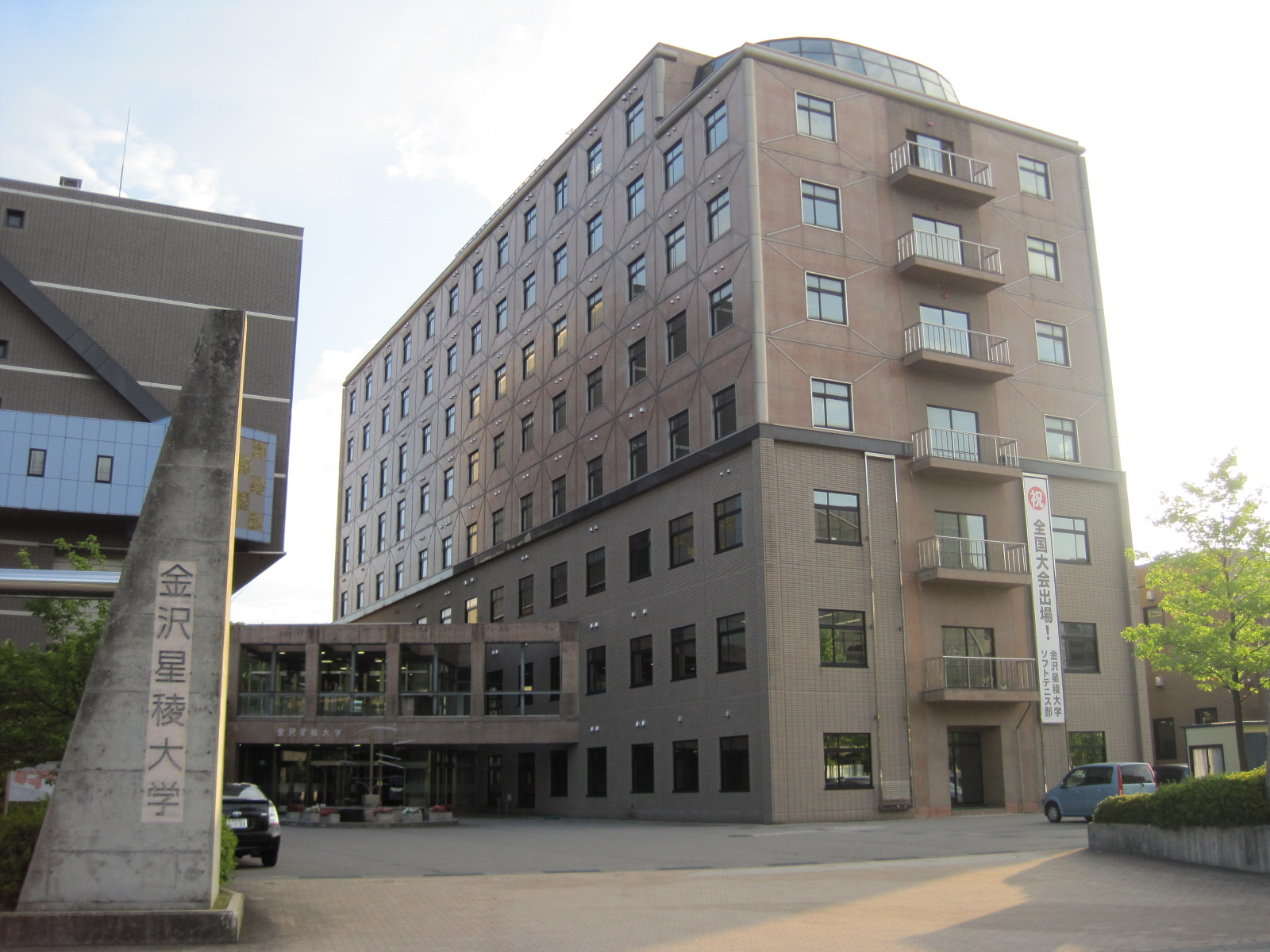

金澤星稜大學（日语：／ Kanazawa seiryou daigaku），簡稱星稜大（せいりょうだい），是一所本部位於石川縣金澤市的私立大學。

## 概況
1932年，北陸明正珠算簿記專修學校創立，為本校的起源。1967年改組為僅有經濟學部的金澤經濟大學。2002年更為現名，並設置大學院。2007年增設人間科學部，2016年增設人文學部。

## 年表
- 1932年10月 北陸明正珠算簿記專修學校創立
- 1933年3月 改稱明正珠高級簿記專修學校
- 1944年3月 改稱金澤商業女學校
- 1948年2月 改稱金澤商業女子學校
- 1948年10月 設立財團法人實踐高等商業學校
- 1950年10月 財團法人實踐高等商業學校改組為學校法人實踐高等商業學校，校名更為實踐商業高等學校，開始招收男學生。
- 1961年 學校法人實踐高等商業學校更名為學校法人稻置學園
- 1962年 設置實踐第二高等學校
- 1963年6月 實踐第二高等學校從學校法人稻置學園分離，設立學校法人稻置財團
- 1963年9月 實踐第二高等學校改稱星稜高等學校
- 1965年4月 學校法人稻置財團更名學校法人稻置星稜學園，星稜幼稚園開園
- 1967年4月 金澤經濟大學設置。星稜高等學校改稱金澤經濟大學附屬星稜高等學校，星稜幼稚園改稱金澤經濟大學附屬星稜幼稚園
- 1970年3月 實踐商業高等學校由石川縣接管，學校法人稻置學園解散
- 1972年4月 金澤經濟大學星稜中學校開學
- 1973年4月 經濟學部增設商學科
- 1979年4月 星稜女子短期大學設置經營實務科
- 1982年10月 設置星稜泉野幼稚園
- 2002年4月 改稱金澤星稜大學，設置大學院地域經濟系統研究科。
- 2007年4月 增設人間科學部
- 2012年4月 星稜女子短期大學改稱金澤星稜大學女子短期大學部

## 組織結構

### 學部
- 經濟學部
  - 經濟學科
  - 經營學科
- 人間科學部
  - 體育學科
  - 兒童學科
- 人文學部
  - 國際文化學科

### 女子短期大學部
- 經營實務科

### 大學院
- 經營戰略研究科
  - 經濟・經營學專攻

### 附屬機構
- 綜合研究所
- 圖書館
- 擴展中心